# Cendras
Cendras is een gemeente in het Franse departement Gard (regio Occitanie). De plaats maakt deel uit van het arrondissement Alès. Cendras telde op 1 januari 2022 1.612 inwoners.

## Geografie
De oppervlakte van Cendras bedroeg op 1 januari 2022 12,86 vierkante kilometer; de bevolkingsdichtheid was toen 125,3 inwoners per km².

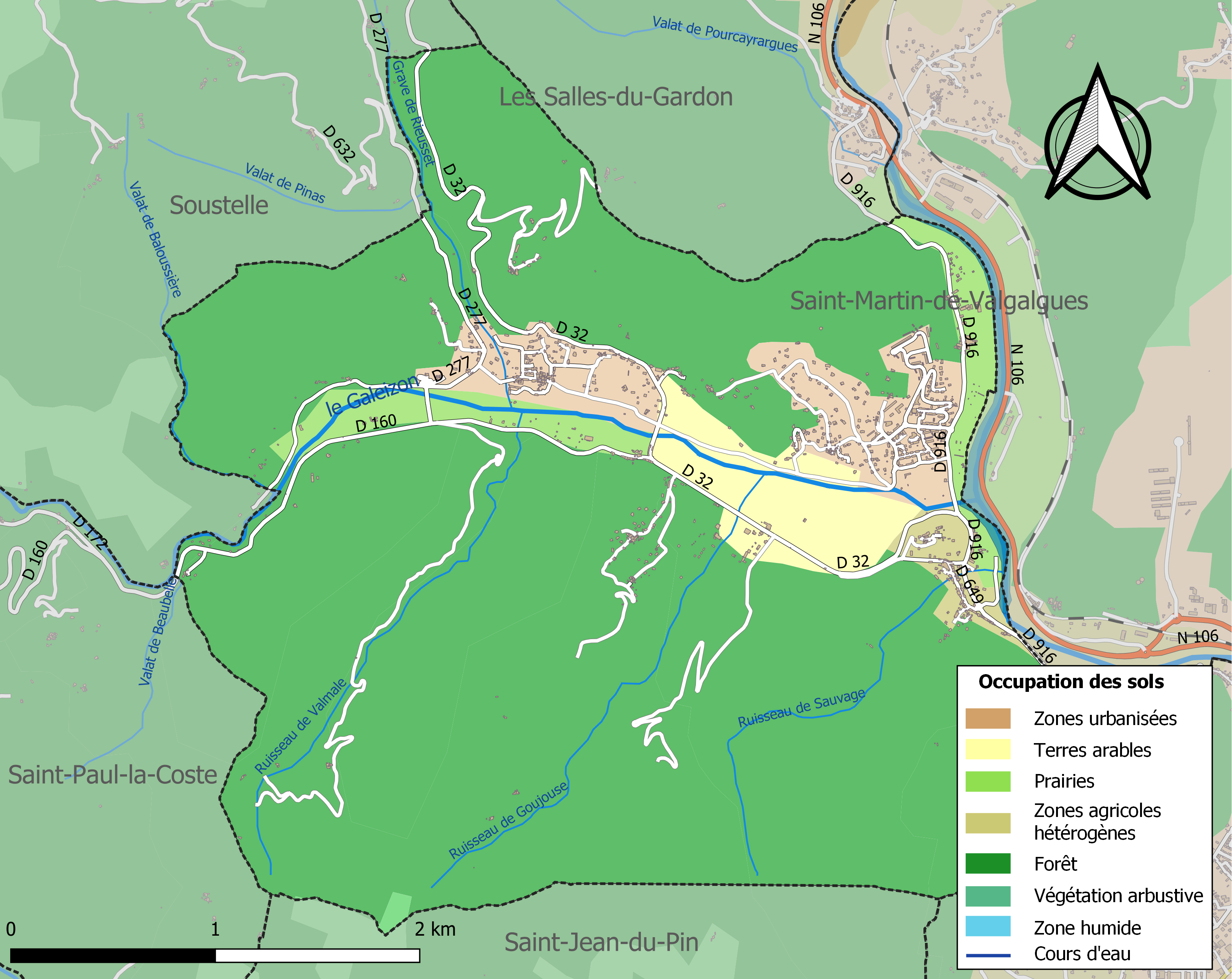
Kaart van de gemeente met belangrijkste infrastructuur, bodemgebruik en omliggende gemeenten

## Demografie
Onderstaande figuur toont het verloop van het inwonertal (bron: INSEE-tellingen).